# Кравцово (платформа)
Кравцово (до 1948 — Хонвинмаа) — остановочный пункт на линии Выборг — Бусловская, в поселке Кравцово, в Селезнёвском сельском поселении Выборгского района Ленинградской области.

## История
Станция была открыта в 1885 году под названием Ховинмаа (Hovinmaa), в 1948 году, после присоединения этой территории к СССР, была названа «Кравцово» в честь Ф.Н Кравцова, героически погибшего в боях за Выборг. В 1903 году от станции Ховинмаа проложили подъездной путь к бумажной фабрике, располагавшейся на берегу реки Юкспяан-йоки (сейчас — р. Селезнёвка). Заводская ветка начиналась в западной горловине станции, в пределах современного 142 км. С постройкой подъездного пути несколько изменилась и схема самой станции — в западной её части уложили дополнительный короткий путь для накопления вагонов, предназначавшихся к подаче на ветку бумажной фабрики, или выведенных с неё. В советское время пути были разобраны, станция превратилась в остановочный пункт.

## Движение
Сейчас на станции останавливается две пары шестивагонных пригородных поездов Выборг — Бусловская в сутки, через станцию также проходят грузовые поезда.